# Mittitjärnen (Råneå socken, Norrbotten, 735542-178062)
Mittitjärnen är en sjö i Bodens kommun i Norrbotten och ingår i Råneälvens huvudavrinningsområde. Sjöns area är 0,048 kvadratkilometer och den befinner sig 163 meter över havet.